# Liceum polskie w Villard-de-Lans

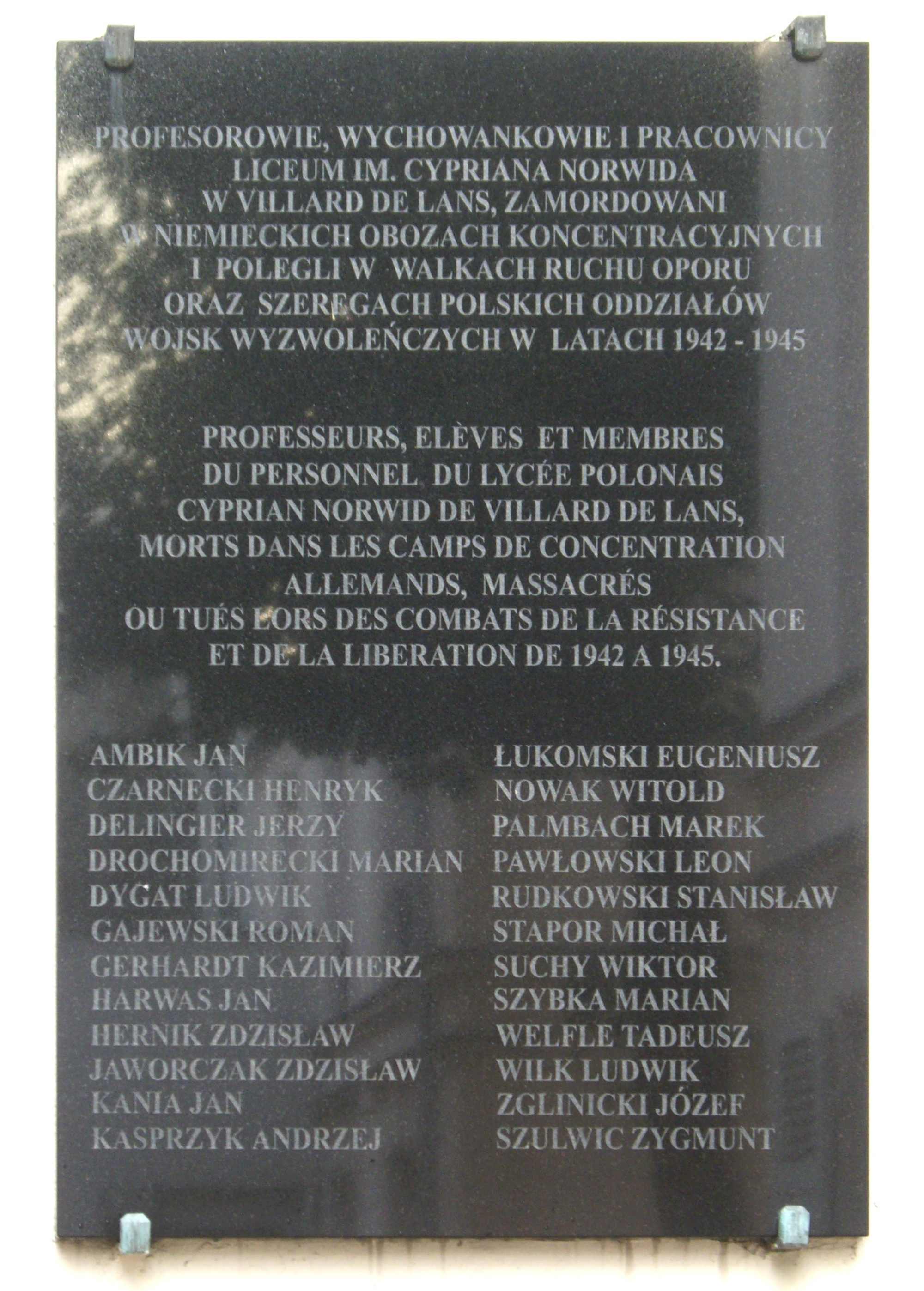
Tablica pamiątkowa w Paryżu ku czci profesorów, wychowanków i pracowników Liceum im. Cypriana Norwida zamordowanych przez Niemców w obozach koncentracyjnych i poległych w walkach ruchu oporu podczas II wojny światowej

Liceum polskie im. Cypriana Norwida w Villard-de-Lans – placówka edukacyjna zorganizowana we Francji w październiku 1940 roku jako kontynuacja liceum polskiego w Paryżu założonego rok wcześniej.
Nauka zorganizowana była według systemu opartego na obowiązującym w Polsce przed wojną i według programu polskiego poszerzonego o zagadnienia języka i szeroko pojętej kultury francuskiej. Naukę prowadzono w dwóch ostatnich klasach gimnazjalnych i dwóch klasach licealnych. Dzieci i młodzież klas niższych kierowano do internatu i do francuskiego gimnazjum Stella Matutina w Villard-de-Lans.
Liceum utrzymywane było początkowo przez Polski Czerwony Krzyż; po zajęciu Francji przez Niemców PCK na terenie tego kraju zlikwidowano, a jego fundusze przejęło Towarzystwo Opieki nad Polakami we Francji i z jego środków pokrywane były koszty funkcjonowania szkoły. Po wojnie, aż do zamknięcia Liceum w 1946 roku, pieniądze na jego utrzymanie łożyła polska ambasada w Paryżu.
Założycielem i pierwszym dyrektorem Liceum był przedwojenny profesor Uniwersytetu Warszawskiego i wykładowca Instytutu Studiów Słowiańskich na Sorbonie, Zygmunt Lubicz-Zaleski. Po jego aresztowaniu w marcu 1943 roku (trafił do Buchenwaldu) kierownictwo szkoły przejął prof. Wacław Godlewski (w 1944 również aresztowany i deportowany do Mauthausen), a po nim Ernest Berger.
Początkowo szkołę umieszczono w Hôtel du Parc et le Château, potem na jego potrzeby wykorzystano także inne: Beau Site, De la Poste, Du Centre oraz Fleurs des Alpes.
W 2021 roku otwarto stałą ekspozycję poświęconą Liceum w muzeum miasta Villard-de-Lans, autorem ekspozycji jest dr Adam Orlewicz, a całość zrealizował (w latach 2019–2021), wraz z broszurą poświęconą historii Liceum dzięki funduszom Senatu RP oraz Fundacji Trzy Trąby prof. Sławomir Górzyński.
| Wyniki nauczania w latach 1940–1943 | Wyniki nauczania w latach 1940–1943 | Wyniki nauczania w latach 1940–1943 | Wyniki nauczania w latach 1940–1943 | Wyniki nauczania w latach 1940–1943 |
| rok szkolny                         | uczniów ogółem                      | w tym chłopców                      | przystępujących do matury           | w tym matur zdanych                 |
| 1940/41                             | 199                                 | 173                                 | 51                                  | 37                                  |
| 1941/42                             | 192                                 | 156                                 | 54                                  | 31                                  |
| 1942/43                             | 230                                 | brak danych                         | 59                                  | 45                                  |
| ----------------------------------- | ----------------------------------- | ----------------------------------- | ----------------------------------- | ----------------------------------- |